# Filipa Azevedo
Filipa Daniela Azevedo de Magalhães (Porto, 1991. július 31. –) portugál énekes. Jelenleg Londonban tanul zeneiskolai szakon.
Filipa Azevedo képviselte Portugáliát a 2010-es Eurovíziós Dalfesztiválon Oslóban. 2010. május 25-én lépett fel először, az első elődöntőben a fellépési sorrendben tizennegyedikként, a görög Giorgos Alkaios & Friends OPA! című száma után, és a macedón Gjoko Taneski Jas ja imam silata című száma előtt.
2010. május 29-én lépett fel a döntőben huszonharmadikként, a német Lena Meyer-Landrut Satellite című száma után, és az izraeli Harel Skaat Milim című száma előtt. A szavazás során 43 pontot szerzett, ami a tizennyolcadik helyet jelentette a Dalverseny huszonöt fős döntőjében.

## Filipa Azevedo a Festival da Cançãon
Filipa Azevedo 2010-ben lépett fel a Festival da Cançãon. Annak ellenére, hogy csak a negyedik helyezést érte el a közönségszavazáson, a zsűri szavazatát elnyerte 19 ponttal és ezzel megnyerte a versenyt. A Há dias assim (magyarul Vannak olyan napok), című dalával ő képviselte Portugáliát a 2010-es Eurovíziós Dalfesztiválon.

## Diszkográfia

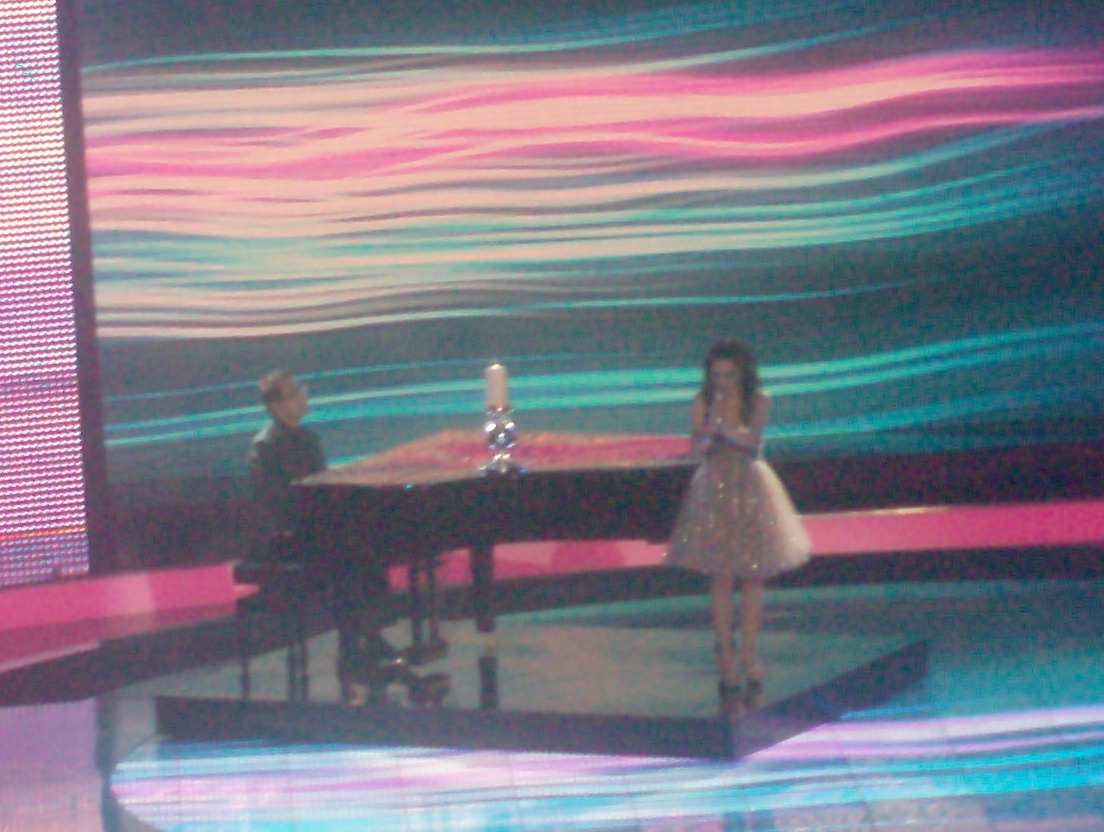
Filipa Azevedo a Festival da Cançãon (2010)

### Albumok
- Filipa Azevedo - 2009

### Kislemezek
- "Só eu sei" - 2008
- "Tu éS magia, tu es a paz" (duett Susana Azevedo) - 2009
- "Há dias assim "- 2010
- "Num Instante (Somos Uma Voz)" (duett Nelson Antunes) - 2010

### Válogatások
- "Familia Superstar" - 2007
- "Carrossel de Papel" - 2008
- "Festival da Canção" - 2010

## Fordítás
- Ez a szócikk részben vagy egészben  a   Filipa Azevedo című angol Wikipédia-szócikk fordításán alapul.  Az eredeti cikk szerkesztőit annak laptörténete sorolja fel. Ez a jelzés csupán a megfogalmazás eredetét és a szerzői jogokat jelzi, nem szolgál a cikkben szereplő információk forrásmegjelöléseként.